# Озерне (село, Житомирський район)
Озерне́ (до 05.08.1960 року хутір Бите Озеро) — село в Україні, у Житомирському районі Житомирської області. Входить до складу Любарської селищної громади. Населення становить 35 осіб.

## Історія
У 1906 році Бите Озеро, хутір Любарської волості Новоград-Волинського повіту Волинської губернії. Відстань від повітового міста 85 верст, від волості 6. Дворів 12, мешканців 113.

## Населення

### Мова
Розподіл населення за рідною мовою за даними перепису 2001 року:
| Мова       | Кількість | Відсоток |
| ---------- | --------- | -------- |
| українська | 35        | 100%     |